# Памятник первопечатнику Ивану Фёдорову (Москва)
Па́мятник первопеча́тнику Ива́ну Фёдорову — московский скульптурный памятник создателю первой русской датированной печатной книги Ивану Фёдорову. Открыт в 1909 году перед Китайгородской стеной, рядом с Третьяковским проездом. Выполнен скульптором Сергеем Волнухиным по проекту архитектора Ивана Машкова. Памятник неоднократно переносился, с 1990-х годов расположен возле дома № 2 по Театральному проезду. Памятнику присвоен статус объекта культурного наследия России.

## История

### Проектирование
В 1864 году председатель Московского археологического общества граф Алексей Уваров выступил с инициативой установить памятник первопечатнику Ивану Фёдорову. Официально о намерении возвести монумент было объявлено на торжественном заседании Общества 4 января 1870 года. В том же году для сбора денежных средств на разработку проекта монумента и его возведение была объявлена подписка, по которой Общество получило 25 тысяч рублей.
В конце 1870-х годов Уваров заказал эскиз памятника у скульптора Марка Антокольского. Последний изначально отказался от заказа, однако к 1881-му изменил своё решение. Антокольский приступил к работе над проектом монумента, но закончил его после смерти Уварова 29 декабря 1884 года (10 января 1885 года). По решению комиссии Московского археологического общества, эскиз Антокольского был отклонён. В отчёте Общества «О сборе пожертвований и возведению памятника Ивану Фёдорову» от 1914 года проект охарактеризован как «модель простого чернорабочего у станка, с засученными рукавами и в костюме неподобающем дьяконскому сану».
В 1901 году Московское археологическое общество повторно объявило конкурс на лучший проект памятника первопечатнику. Для выбора автора будущего монумента была созвана комиссия, в которую вошли историк Василий Ключевский и художник Аполлинарий Васнецов.
На конкурсе были представлены 27 работ мастеров из Российской Империи, Австро-Венгрии, Франции, Сербии и Болгарии. Популярный в начале XX века скульптор Николай Андреев также участвовал в конкурсе совместно с архитектором Иваном Жолтовским. По итогам конкурса жюри отобрало два совместных проекта Сергея Волнухина и Ивана Машкова под названиями «Плёс» и «Ярославль».

### Изготовление

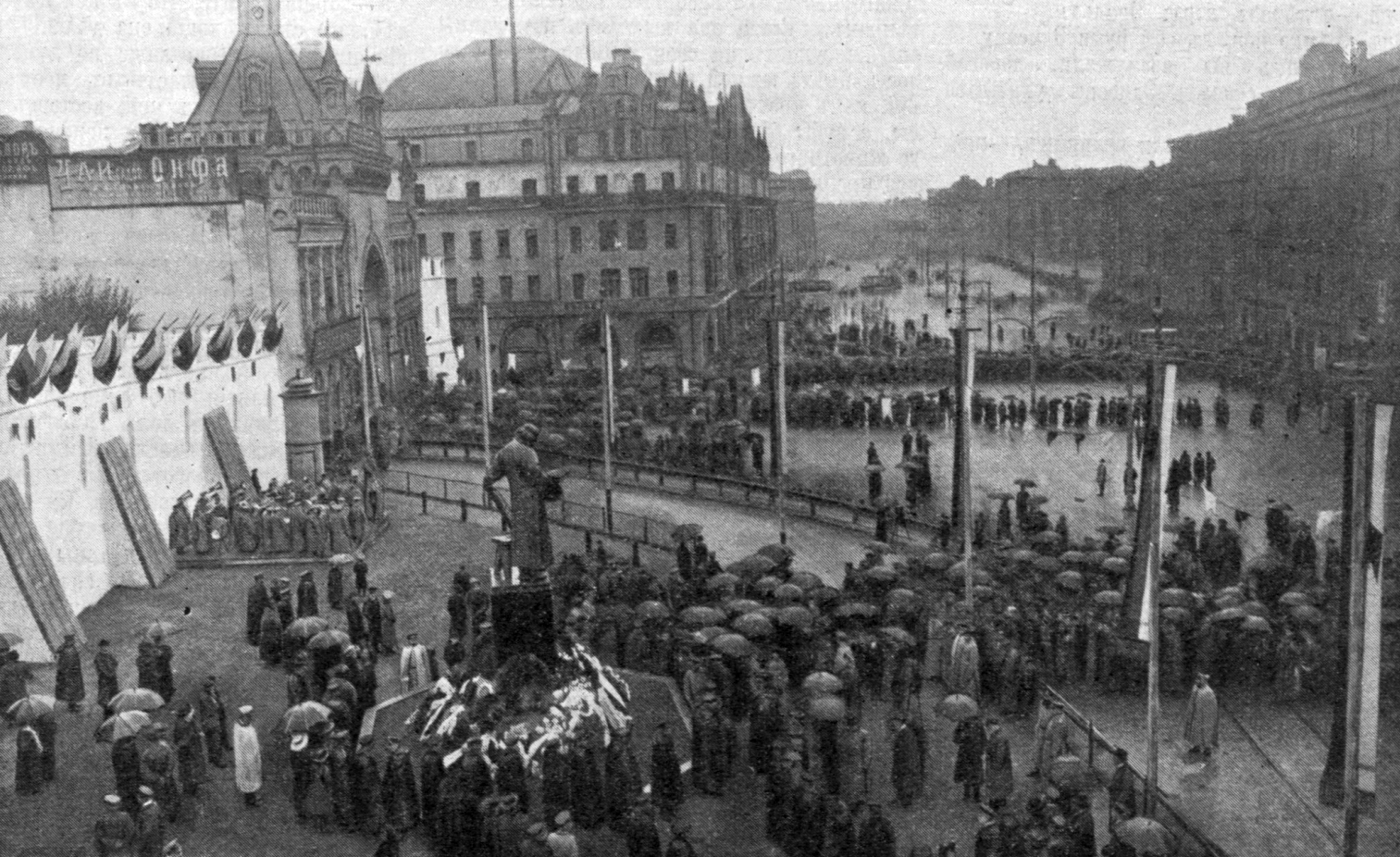
Открытие памятника первопечатнику Ивану Фёдорову, 1909 год

Монумент планировалось установить на Театральной площади, однако Московская городская управа выступила против этой инициативы. В 1907 году памятник был заложен у основания Китайгородской стены. Для него было выбрано историческое место: неподалёку, на Никольской улице, располагались палаты бывшего Государева Печатного двора, возведённые в XVII веке на месте мастерской Ивана Фёдорова.
Сергей Волнухин работал над памятником около двух лет. Отсутствие прижизненных изображений Ивана Фёдорова и описания его внешности в исторических источниках создавало сложности при создании монумента. По одной из версий, моделью для памятника послужил бородатый мужчина, которого скульптор случайно увидел на улицах Москвы. Для изготовления костюма первопечатника Волнухин консультировался с историком и археологом Иваном Забелиным.

### Открытие

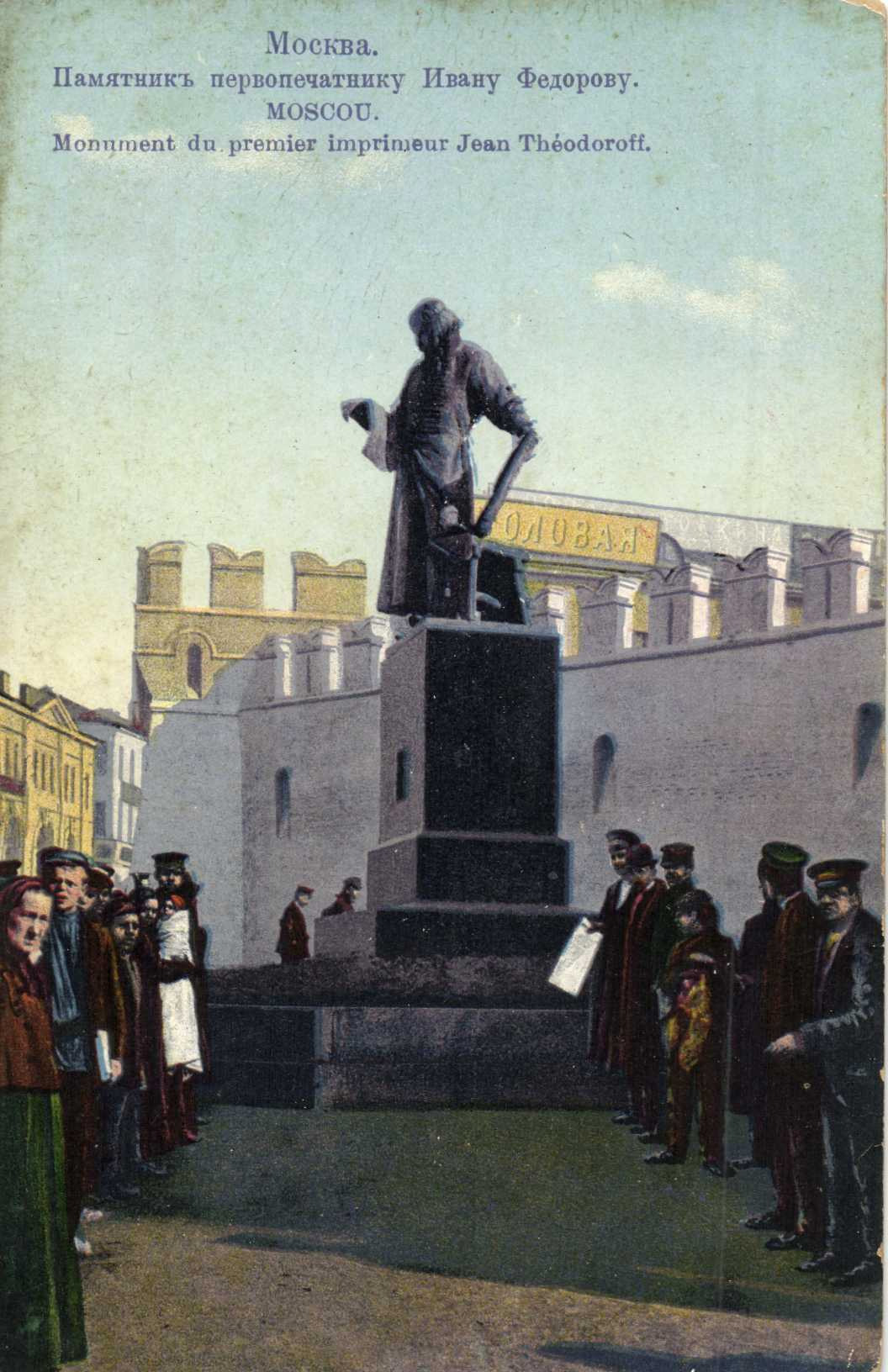
Открытка с изображением памятника Ивану Фёдорову, 1915 год

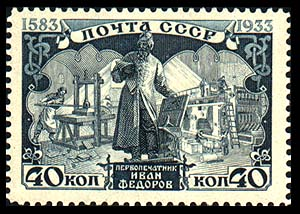
Изображение памятника на почтовой марке СССР, 1934 год. Рисунок Василия Завьялова. Металлография на плотной бумаге

Торжественное открытие памятника состоялось 27 сентября 1909 года (12 октября 1909 года) в присутствии городских властей и представителей различных организаций и сопровождалось крестным ходом. В своих воспоминаниях государственный деятель Владимир Джунковский описал это событие следующим образом:
Все рабочие печатного дела, находящиеся в Москве, явились отдать долг памяти первопечатнику. Налево от памятника стояла масса депутаций, в сквере – вся администрация, профессора, Археологическое общество, разные другие учёные сообщества и другие. Епископ Анастасий произнёс прекрасное слово о значении Ивана Фёдорова для просвещения и церкви… Памятник был очень талантливо исполнен, но, к сожалению, место для него, в узком небольшом сквере, по-моему, выбрано неудачно.
На следующий день после открытия монумента у его постамента появился анонимный венок с надписью «Первому мученику русской печати», намекавший на подвижничество первопечатника и обвинения в ереси, с которыми ему пришлось столкнуться в Москве.

### Перемещения
Местоположение монумента несколько раз менялось. До 1934 года памятник первопечатнику стоял у Китайгородской стены. При расширении Театрального проезда и сносе стены в рамках сталинского проекта реконструкции Москвы монумент был перенесён вглубь улицы. В 1990-е годы, при строительстве торгового центра «Наутилус», памятник переместили ближе к гостинице «Метрополь». В 2011-м глава Департаментa культурного наследия города Москвы Александр Кибовский выступил с предложением повторно передвинуть монумент Ивану Фёдорову, однако комиссия Московской городской думы не поддержала данную инициативу.

## Художественные особенности

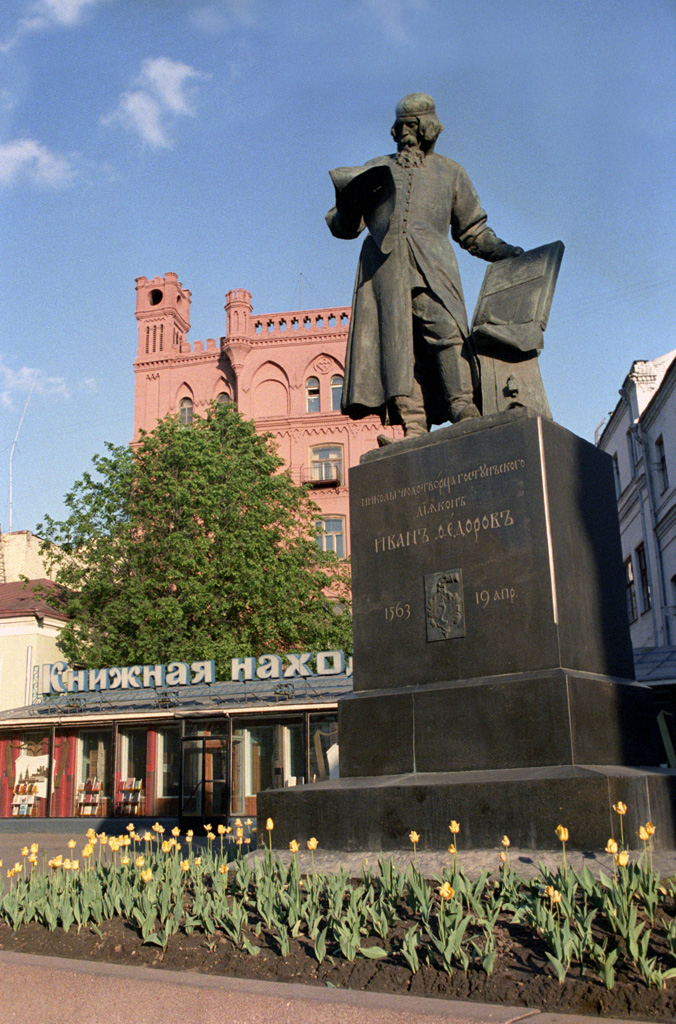
Театральный проезд. Памятник Ивану Фёдорову, 1987 г.

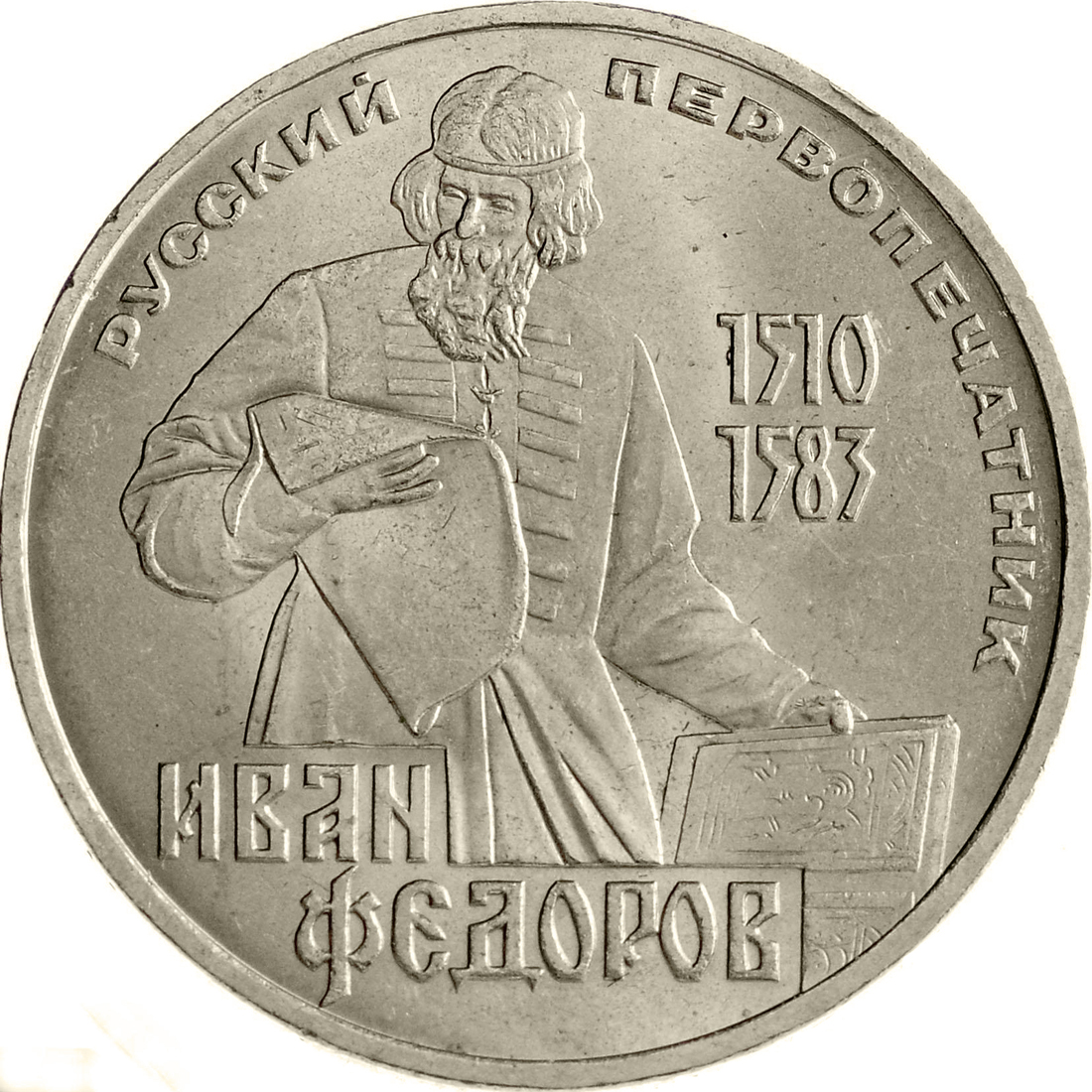
Изображение памятника на памятной монете СССР, 1983 год

Памятник представляет собой образец монументальной реалистичной скульптуры, выполненной согласно художественным традициям второй половины XIX века. К его характерным чертам искусствоведы относят историческую достоверность, убедительность трактовки образа первопечатника и гармоничное соотнесение памятника с городским пространством.
Скульптор придал чертам лица Ивана Фёдорова спокойное и сосредоточенное выражение: он изображён в момент работы, рассматривающим свежий оттиск страницы «Апостола». Левой рукой он придерживает печатную наборную доску, на скамье рядом с ним — ручной инструмент для нанесения типографской краски.
Несмотря на принадлежность к духовенству, первопечатник представлен в мирской одежде. Скульптор изобразил его с ремешком, перехватившим волосы, подчеркнув тем самым, что Фёдоров был в том числе ремесленником. В XVI веке многие представители низшего духовенства были вынуждены заниматься каким-либо ремеслом, чтобы не впасть в нищету.
Постамент решён Машковым в простой, лаконичной форме и по высоте в два раза превышает скульптурную фигуру, чтобы силуэт Фёдорова возвышался над Китайгородской стеной и смотрелся на фоне неба. На передней стороне постамента из чёрного полированного лабрадорита надпись: «Николы Чудотворца Гостунского диакон Иван Фёдоров». Под текстом указана дата начала печатания «Апостола» — 19 апреля 1563 года. Эту дату принято считать началом книгопечатания на Руси. В центре пьедестала на отлитой из бронзы доске изображён печатный знак Ивана Фёдорова — рука, держащая щит с буквами «И» и «Ф». Между буквами — изогнутая полоса в виде латинской «S», над ней — деталь, напоминающая наконечник стрелы. В соответствии с древним изречением «книги — суть реки, наполняющие вселенную», исследователи расшифровывают эти стилизованные изображения как изгиб реки и угольник — инструмент, использовавшийся при наборе букв. Однако Иван Фёдоров такой знак стал использовать для обозначения своих изданий позже, уже обосновавшись во Львове: после того, как был сожжён Московский печатный двор в 1565 году, первопечатник вместе со своим помощником Петром Мстиславцем вынуждены были бежать из Москвы.
С обратной стороны пьедестала помещены цитата из послесловия к изданной им книге: «Первее нача печатати на Москве святые книги» и девиз первопечатника: «Ради братии моих и ближних моих».

## В нумизматике и филателии
- В марте 1934 года в честь 350-летия со дня смерти Ивана Фёдорова была выпущена почтовая марка с изображением памятника первопечатнику[19].

- В 1983 году Монетный двор СССР посвятил Фёдорову памятную серию в честь 400-летия со дня его смерти и поместил изображение памятника на аверс рублёвой монеты. Отчеканенные в Ленинграде юбилейные рубли стали одной из первых серий, посвящённых заслугам известных исторических персонажей [20].